# Вида Томшич
Вида Томшич (рођ. Бернот; Љубљана, 26. јун 1913 — Љубљана, 10. децембар 1998) била је учесница Народноослободилачке борбе, друштвено-политички радник СФРЈ и СР Словеније, јунак социјалистичког рада и народни херој Југославије.

## Биографија
Рођена је 26. јуна 1913. године у Љубљани. Ту је завршила основну школу и гимназију. Године 1931. уписала је Филозофски факултет, али је касније прешла на Правни, на ком је дипломирала 1941. године. У току студија се придружила напредном студентском покрету и учествовала у многим штрајковима.
Године 1934. постала је члан Комунистичке партије Југославије. Исте године се упознала и са својим будућим мужем Антоном Тонетом Томшичем, народним херојем. Новембра 1934. године је ухапшена и пред љубљанским Окружним судом осуђена на девет месеци затвора. После изласка из затвора, наставила је илегални рад у партијској организацији и учешће у студентском покрету. Учествовала је у штампању и ширењу илегалних и легалних листова и брошура. Извесно време радила је као инструктор Централног комитета КП Словеније на Долењској и Белој Крајини.
Јуна 1940. године је на Покрајинској конференцији изабрана за члана ЦК КП Словеније, а затим је била у партијској школи при ЦК КПЈ у Макарској. На Петој земаљској конференцији КПЈ, октобра 1940. године, изабрана је за члана Централног комитета КПЈ.
Од првих дана окупације Краљевине Југославије, учествовала је у припремама за оружани устанак, и радила на учвршћивању партијских организација на подручју Љубљанске покрајне. Почетком 1941. године учествује у оснивању легалног партијског листа за жене „Наша жена“. У августу исте године је, као илегалац, за којим је била издата потерница, родила сина. На дојаву једног издајника, Италијани су је 10. децембра 1941. године ухапсили, заједно са супругом Тонетом, под илегалним именом Марија Певец. У затвору је мучена да би признала илегални рад и рад свог супруга, за којег су знали да је један од главних вођа устанка. Није ништа признала, чак ни своје право име. Затим је, заједно са супругом, Михом Маринком и Пепцом Кардељ, одведена у Гестапов затвор у Бегуњама, на Горењском. Али их је Гестапо после два месеца вратио италијанским властима.
Италијански војни суд је 16. маја 1942. године на процесу против Тонета Томшича и осталих, Виду осудио на 25 година затвора. Када су њеног супруга стрељали, њу су, јуна 1942. године, одвели у затвор у Венецију, затим у Анкону, па у Кампобосо и у Трану.
После капитулације Италије је, заједно са другим затвореницима, доведена у логор англо-америчке војне управе у Карбонари, код Барија. Ту је организовала партијску организацију у логору и била међу оснивачима Прве прекоморске бригаде, у којој је једно време била заменик политичког комесара.
Јануара 1944. године вратила се у Словенију, и у фебруару изабрана у СНОС. Од априла до октобра 1942. уређивала је партијско гласило „Људска правица“, и обављала организационе послове у Централном комитету КП Словеније. Почетком 1945. године послата је у Приморску на политички рад у војсци, где је од 18. јануара, као члан Политбироа ЦК КПС, помагала у раду Обласног комитета КПС за Словенско приморје и јединицама Деветог словеначког корпуса.
5. маја 1945. године постала је министар за социјалну политику у првој словеначкој влади. У данима ослобођења ју је ЦК КП Словеније послао на политички рад у тек ослобођену Корушку, у Целовец, где је остала до повлачења јединица Југословенске армије.
После ослобођења Југославије Вида Томшич вршила је значајне функције. У органима власти је била министар за социјалну политику владе НР Словеније, председник Контролне комисије НР Словеније и члан Извршног већа НР Словеније. Била је посланик Савезне и Републичке скупштине и у њеним органима обављала дужност секретара Народне скупштине ФНРЈ, председника Скупштине СР Словеније, председника Већа народа Скупштине СФРЈ, била је члан Савета федерације, а од 1974. године и члан Председништва СР Словеније.
Вида Томшич је била члан многих парламентарних делегација, два пута члан југословенске делегације на заседању Генералне скупштине Уједињених нација. У два мандата је била представник СФР Југославије у Комисији за социјални развој при ОУН, а једне године и председник те Комисије.
Упоредо са државним функцијама, вршила је и многе одговорне партијске функције. Била је организациони секретар ЦК Савеза комуниста Словеније и члан ЦК СКЈ. У Социјалистичком савезу је била председник Главног одбора ССРН Словеније и члан Председништва ССРН Југославије. У годинама после рата била је председник АФЖ Југославије. Југословенске друштвено-политичке организације заступала је на многим конгресима, конференцијама и посетама у разним крајевима света. Значајна је и њена улога у оквиру Савезног савета за планирање породице; неколико године била је председник тог Савета. Учествовала је на састанцима експерата ОУН о социјалним аспектима планирања породице и о улози жена у привредном и друштвеном развоју.
Од 1978. године била је редовни професор за породично право на Правном факултету у Љубљани. Године 1979. промовисана је за почасног доктора Љубљанског универзитета „Едвард Кардељ“. Од 1979. била је члан Савета Међународног института за истраживање и обуку за унапређивање жена ОУН-а.
Из првог брака са народним херојем Тонетом Томшичем имала је сина др Миху Томшича, познатог енергетичара и министра у првој Влади Републике Словеније. У другом браку са познатим лекаром-гинекологом др Францом Новаком имала је ћерку проф др Живу Новак-Антилич, која је такође познати лекар-гинеколог и професор на Медицинском факултету у Љубљани.
Преминула је 10. децембра 1998. године у Љубљани.
Носилац је Партизанске споменице 1941. и других југословенских одликовања. Орденом народног хероја одликована је 27. новембра 1953. године.